# Corps Guestphalia Heidelberg

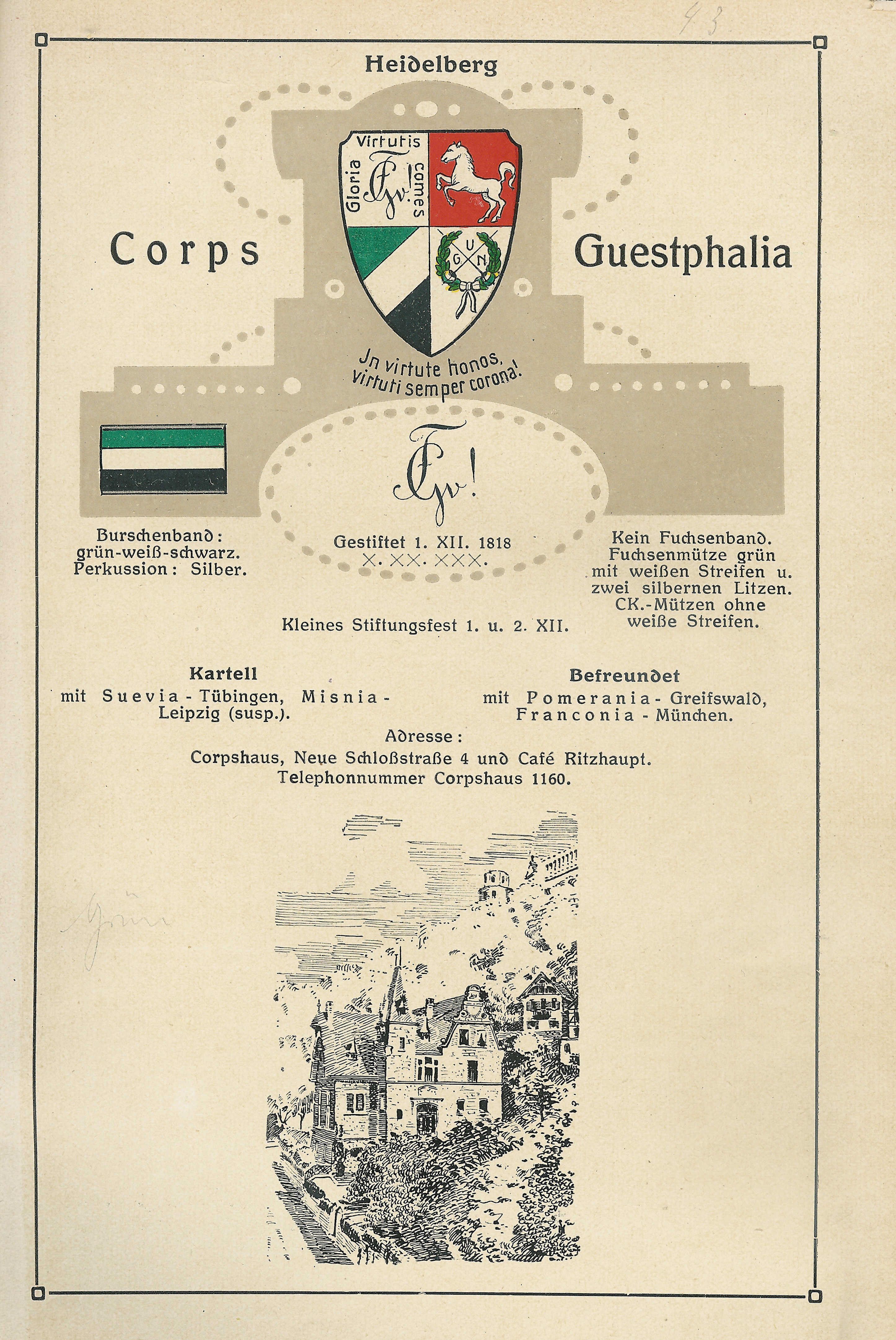
Guestphalia Heidelberg

Das Corps Guestphalia Heidelberg war ein am 1. Dezember 1818 gestiftetes Corps an der Ruprecht-Karls-Universität Heidelberg. Es war Mitglied des Heidelberger Senioren-Convents.

## Wappen
Das Wappen des Corps ist geviert. Es zeigt heraldisch rechts oben einen vom Wappenspruch Gloria virtutis comes umgebenen Zirkel. Links oben ist das Westfalenpferd, rechts unten das Couleur grün-weiß-schwarz und links unten das Bundeszeichen, bestehend aus zwei gekreuzten Korbschlägern und den von Lorbeer umkränzten Anfangsbuchstaben G.U.N. des Waffenspruchs Gladius ultor noster.

## Geschichte

### Gründungszeit
Die Ursprünge der Guestphalia reichen bis in die Zeit der Reorganisation der Heidelberger Universität durch Großherzog Karl Friedrich von Baden zurück, als, begünstigt besonders durch die Berufung von Anton Friedrich Justus Thibaut, der seit 1805 Römisches Recht in Heidelberg lehrte, ein vermehrter Zuzug von Studenten aus Norddeutschland die Bildung von Landsmannschaften norddeutscher Prägung begünstigte. Gemeinsam mit den Senioren der Rheinländer, Schwaben, Helveter und Nassauer sowie den durch die burschenschaftliche Teutonia repräsentierten Renoncen ratifizierte der Westfalensenior Schütte im Sommer 1816 die Bestätigung des SC-Comments von 1813. Wenig später verschwindet sie aus dem studentischen Leben, ohne sich förmlich aufzulösen.
Am 1. Dezember 1818 stifteten zehn Heidelberger Studenten eine neue Guestphalia, die mit der alten über die Übernahme des Stimmrechts im SC verhandelte. Beide vereinbarten eine Verschmelzung unter der Voraussetzung, dass die Mitglieder der früheren Guestphalia nach vollzogenem Zusammenschluss sofort wieder austraten. Die ersten Jahre waren durch behördliche Verfolgungen geprägt. Das Corps musste sich wiederholt kurzzeitig auflösen. Im Januar 1820 wurde ein Westfale relegiert, ein weiterer musste das Consilium abeundi unterschreiben. Weitere wurden genötigt, aus dem Corps auszutreten. Da auswärtiger Zuzug nicht zu erwarten war, suspendierte das Corps am 31. Mai 1820 und legte die Stimme im SC nieder. Erst am 15. Dezember 1821 wurde Guestphalia rekonstituiert. Untersuchungen gegen die Heidelberger Burschenschaft brachten Anfang des Jahres 1824 ebenfalls die Corps in Bedrängnis, die geschlossen ihre Auflösung erklärten und sich in sogenannten Clubs neu formierten. Im Mai des Jahres wurde der alten SC wiederhergestellt. Der Konflikt mit den Behörden eskalierte schließlich im Sommer 1828 mit dem Auszug der Heidelberger Studentenschaft nach Frankenthal, an dem die Westfalen geschlossen teilnahmen.
Am 25. Juli 1836 führte Guestphalia für das eigene Corps den Status des Renoncen als Vorstufe zur Vollmitgliedschaft ein. Als im Rahmen der revolutionären Bewegung des Jahres 1848 auch unter der Studentenschaft Forderungen nach Reformen artikuliert wurden, setzte sich Guestphalia für eine Beibehaltung des Primats der Corps ein und wandte sich ausdrücklich gegen die Vereinigung der Studentenschaft zu einer „Allgemeinheit“. Im gleichen Jahr war sie neben Vandalia treibende Kraft bei der Gründung des Kösener Senioren-Convents-Verbandes, der sich gleichfalls als Bollwerk gegen übereifrige Reformer verstand. Mit dem Vandalen Friedrich von Klinggräff leitete der Westfale Konstantin v. Sileon den Gründungscongress in Jena. 1892 war Guestphalia das präsidierende Vorortcorps im KSCV.

### Preußen
Durch die Deutsche Revolution 1848/1849 sank die Zahl der Studierenden in Heidelberg vorübergehend von 1000 auf ca. 350 ab. Zugleich nahmen mehrere Westfalen auf preußischer Seite am Schleswig-Holsteinischen Krieg teil. Die dadurch hervorgerufene Schwächung des Aktivbestandes erzwang vom 23. April bis 21. Juni 1849 eine erneute Suspendierung des Aktivenbetriebs.
Das Corps bestand bis in die zweite Hälfte des 19. Jahrhunderts traditionell nur aus den studierenden Mitgliedern, die mit ihrem Abgang von der Universität förmlich ausschieden. Anlässlich des 50. Stiftungsfestes 1868 wurde zur Minderung der Schulden des Corps eine aus 12 Alten Herren bestehende Finanzkommission eingesetzt, die die Grundlage für den späteren Altherrenverein bildete. Guestphalia gehörte im Kaiserreich zu den Corps, die sich nach außen äußerst bedeckt hielten und als besonders exklusiv galten. Aus seinen Reihen gingen zahlreiche führende Repräsentanten der preußischen Verwaltung hervor.

### Suspension und Aufgabe
Guestphalia stellte den aktiven Betrieb im Wintersemester 1934/35 aus Mangel an aktiven Mitgliedern ein. Die Altherrenvereinigung blieb bestehen und förderte später wie die anderen Corps im Heidelberger Senioren-Convent die SC-Kameradschaft „Axel Schaffeld“.
In der Nachkriegszeit bildete sich als Reformverbindung zunächst eine Tischgesellschaft „Vandalo-Guestphalia“, die von den Alten Herren der Guestphalia und der Vandalia gefördert wurde. Aus ihr ging am 25. Juli 1950 das neue Corps Vandalo-Guestphalia hervor. Beide Corps waren ausgesprochen „norddeutsch“ geprägt. Vandalia war mecklenburgisch und hamburgisch, Guestphalia westfälisch und preußisch orientiert.
Der Verein Heidelberger Westfalen e. V. erklärte zum 31. Dezember 1964 seinen Austritt aus dem Verband Alter Corpsstudenten. Eine eigene Vertretung auf dessen Abgeordnetentag war obsolet geworden, weil der Altherrenverband der Vandalo-Guestphalia die corpspolitischen Interessen des Corps wahrnahm. Auch der Altherrenverband der Vandalo-Guestphalia trat schließlich 1972 aus dem VAC aus, nachdem bereits das aktive Corps wegen Aufgabe der Bestimmungsmensur aus dem Heidelberger SC und damit dem KSCV ausgetreten war.

## Auswärtige Beziehungen
Guestphalia bildete mit den Kartellcorps Suevia Tübingen und Misnia (III) den Kern des grünen Kreises. Befreundete Verhältnisse bestanden mit Franconia München und Pomerania.

## Corpshaus

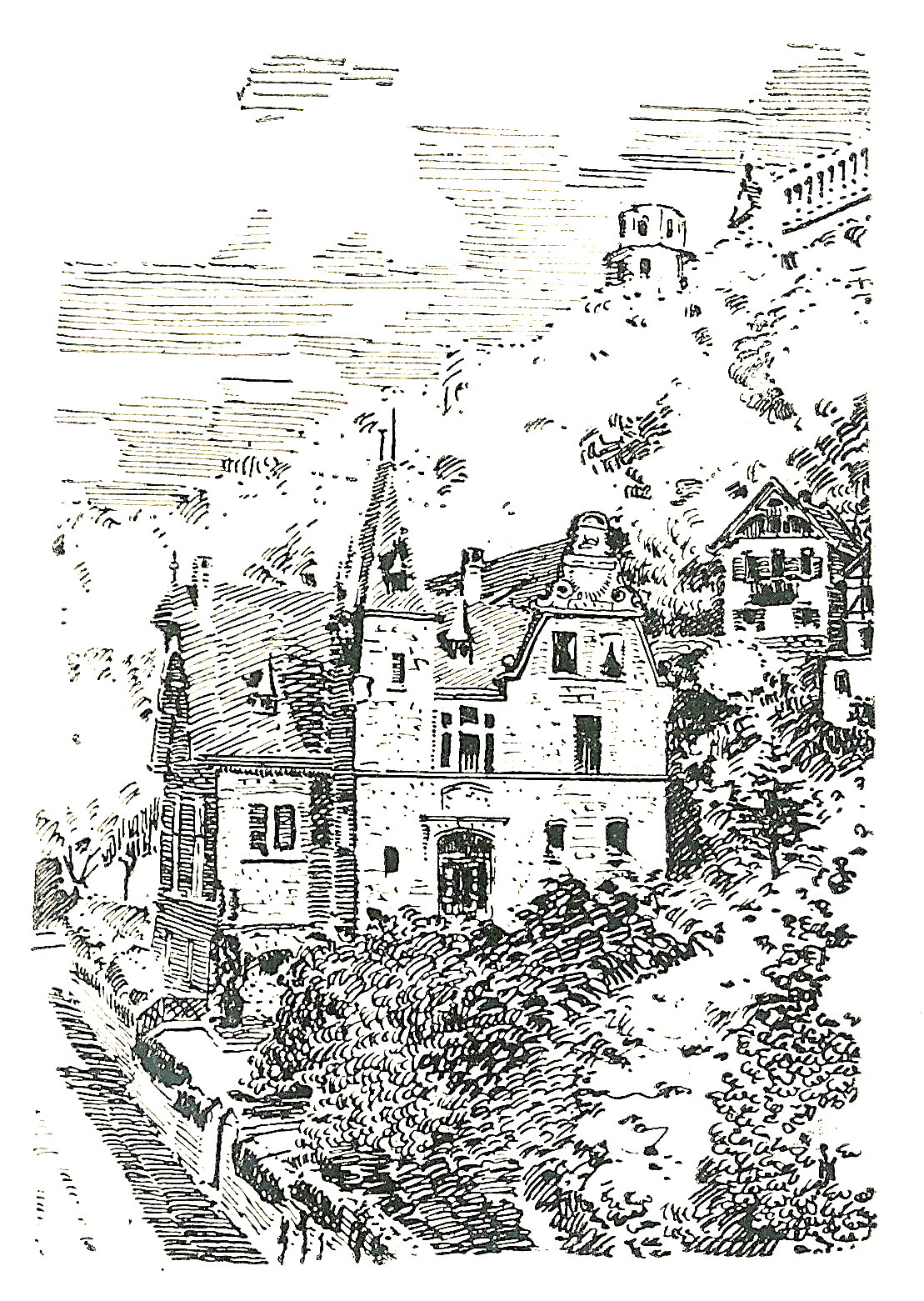
Zeichnung des Corpshauses

Guestphalia kneipte im 19. Jahrhundert in der „Hölzerei“ am Museumsplatz. Später ließ das Corps auf einem Vorsprung des Heidelberger Schlossbergs ein eigenes Corpshaus errichten. Es steht in unmittelbarer Nachbarschaft zum Haus der Vandalia, mit dem es durch einen gemeinsamen Garten verbunden ist. Erbaut wurde es in den Jahren 1885/86 durch den Heidelberger Bauinspektor  Hermann Behaghel in einer Stilmischung aus Neorenaissance und Neugotik.

## Bekannte Westfalen

Schattenriss eines Heidelberger Westfalen – Ausschnitt aus Couleurkarte (1907)

In alphabetischer Reihenfolge

### Guestphalia I (1806–1818)
- Clemens von Althaus (1791–1836), deutscher Offizier in den südamerikanischen Befreiungskriegen, zuletzt als General der Armee von Peru
- Wilhelm von Blomberg (1786–1846), preußischer Offizier und Dichterjurist
- Carl Friedrich von Both (1789–1875), Direktor des Landesgerichts in Rostock, Vizekanzler der Universität Rostock
- Georg von dem Bussche (1791–1874), Regierungsbeamter, Landrat in Rahden/Lübbecke
- Gottfried Duden (1785–1855), Arzt, Farmer und Friedensrichter in den USA sowie Schriftsteller
- August von Goethe (1789–1830), Kammerherr am Weimarer Hof
- Ignatz von Gruben (* um 1794; † 1874), Richter und Parlamentarier
- Johann Gustav Heckscher (1797–1865), deutscher Jurist und Politiker
- Otto Kjer (1792–1863), Hardesvoigt von Gramharde, Bürgermeister und Stadtvoigt von Hadersleben
- Clemens Mersmann (1788–1867), Bürgermeister der Stadt Dülmen, Landrat in Ahaus und Coesfeld
- Eilhard Mitscherlich (1794–1863), deutscher Chemiker und Mineraloge
- Johann Ernst Nizze (1788–1872), Mitglied der Frankfurter Nationalversammlung
- Julius Carl Pannier (1789–1856), Mitglied der Frankfurter Nationalversammlung
- Friedrich Ludwig Tenge (1793–1865), Gutsbesitzer und Industrieller
- Maximilian von Vrints zu Falkenstein (1802–1896), österreichischer Großgrundbesitzer und Diplomat.

### Guestphalia II (seit 1818)

#### Diplomaten
- Karl von Beaulieu-Marconnay (1811–1889), Schriftsteller und Kulturhistoriker
- Gustav von Bohlen und Halbach (1831–1890), Badischer Ministerresident
- Adolf Johann von Brüning (1866–1941), Aufsichtsratsmitglied der I.G. Farben
- Heinrich von Kaufmann-Asser (1882–1954), Botschafter
- Roland Köster (1883–1935), Botschafter
- Felix von Niemeyer (1851–1896), Dragoman
- Emil Rabe von Pappenheim (1798–1849), Mitstifter des Corps, Ministerresident in Paris
- Carl von Tauffkirchen-Guttenburg (1826–1895), Bayerischer Gesandter in St. Petersburg, beim Heiligen Stuhl und am Württembergischen Hof
- Hans Thomsen (1891–1968), Botschafter (NSDAP)

#### Industrielle
- Hermann Röchling (1872–1955), Industrieller, NSDAP-Wirtschaftsfunktionär und Kriegsverbrecher
- Max von Vopelius (1872–1932), Glasfabrikant und Politiker
- Richard Vopelius (1843–1911), Industrieller und Politiker
- Leopold Wiesner (1876–1945), Landrat in Preußisch Stargard, Aufsichtsrat der Gutehoffnungshütte
- Johann Wilhelm Zanders (1899–1978), Papierfabrikant

#### Kommunal- und Staatsbeamte
- Helmuth von Brüning (1870–1922), Landrat in Randow
- Walter von Brüning (1869–1947), Rittergutsbesitzer, Landrat in  Stolp, Polizeipräsident von Kiel, Bibliophiler
- Emil von Burchard (1836–1901), Staatssekretär im Reichsschatzamt
- Ludwig Burchardt (1853–1892), Landrat in Schrimm
- Felix Busch (1871–1938), Verwaltungsjurist
- Friedrich August Döring (1820–1891), Reichsbevollmächtigter für Zölle und Steuern
- Alexander von Finckh (1806–1888), Regierungspräsident des Fürstentums Birkenfeld
- Richard von Funck (1841–1906), General der Infanterie, Generalinspekteur des preußischen Militärerziehungswesens
- Berthold Gemehl (1832–1897), Generalmajor
- Johannes Gobbin (1833–1881), Oberbürgermeister von Brandenburg an der Havel und Görlitz
- Gerhard Grothusen (1843–1878), Landrat in Zell
- Wennemar Haarmann (1914–1993), Landrat in Stormarn
- Georg Haccius (1811–1874), Präsident der Klosterkammer Hannover
- Friedrich Hentzen (1867–1923), Landrat in Lennep
- Ernst Holtz (1854–1935), Landrat, Regierungspräsident, Unterstaatssekretär, Chefpräsident der Oberrechnungskammer Potsdam und des Rechnungshofs des Deutschen Reiches
- Carl von Hohnhorst (1809–1858), Kreisdirektor in Helmstedt und Braunschweig
- Otto Junghann (1873–1964), Geschäftsführer der Deutschen Liga für den Völkerbund
- Otto Kjer (Jurist, 1829) (1829–1899), Amtmann des Amtes Hadersleben, Landrat in Hadersleben und Norderdithmarschen
- Dietrich Klävemann (1814–1889), Verwaltungsjurist und Abgeordneter in Oldenburg
- Gerlach von dem Knesebeck (1808–1859), Berghauptmann im Harz
- Gustav Köhler (1865–1947), Landrat in Greifenhagen
- Bernhard Koerner (1875–1952), Reichspräsidialrat in der Präsidialkanzlei des Führers und Reichskanzlers
- Hermann Kühne (1819–1887), Präsident des OLG Celle, Ehrenbürger von Greifswald
- Hans Kutter (1870–1929), Verwaltungsjurist in Westpreußen
- Adolf Hilmar von Leipziger (1825–1891), Oberpräsident in Westpreußen
- Maximilian Löbbecke (1848–1930), Rittergutsbesitzer, Landrat in Iserlohn
- Max Lossow (1856–1924), Verwaltungsjurist, Vortragender Rat im Sächsischen Ministerium des Innern, Kreishauptmann in Chemnitz
- Emil von Maillot de la Treille (1845–1882), Kreisdirektor in Altkirch
- Friedrich Wilhelm Meister (1870–1946), Vorsitzender des oKC 1892, Staatssekretär
- Kaspar von Mesmer-Saldern (1849–1883), preußischer Verwaltungsbeamter, Landrat in Rendsburg
- Eduard von Moeller (1814–1880), Oberpräsident in der Provinz Hessen-Nassau und im Reichsland Elsaß-Lothringen
- Hans Günther Moes (1886–1966), Landrat in Guben, Präsident der Deutschen Dahlien-, Fuchsien- und Gladiolen-Gesellschaft
- Julius Mülhens (1879–1954), Landrat im Rheingaukreis
- Erich Müser (1882–1944), Landrat in Bad Kreuznach
- Ludwig Munzinger (1849–1897), Kreisdirektor in Weißenburg, Vortragender Rat des Kaiserlichen Statthalters für Elsaß-Lothringen
- Karl Graf von Platen-Hallermund (1857–1922), Landrat und Landeshauptmann in Schleswig-Holstein
- Albert Poensgen (1881–1976), Finanzgerichtspräsident
- Konstantin von Quadt und Hüchtenbruck (1825–1881), Landrat, Landdrost, Regierungspräsident, MdHdA
- Friedrich Raht (1811–1879), Landrat in Wiesbaden
- Otto zu Rantzau (1888–1946), Polizeipräsident
- Wilhelm Rautenberg (1809–1889), Rechtsanwalt und Notar
- Ludwig Graf zu Reventlow (1824–1893), Landrat in Husum
- Karl Hermann Rumschöttel (1820–1885), Landrat in St. Wendel (Renonce des Corps)
- Theodor Scharenberg (1820–1899), Herausgeber der mecklenburg-strelitzschen Gesetzessammlung
- Karl Wilhelm Schmieding (1841–1910), Oberbürgermeister und Ehrenbürger von Dortmund
- Eduard Schmitz (1838–1895), Verwaltungsjurist, Landrat in Wiedenbrück und Gladbach
- Karl Schulze-Pelkum (1860–1939), Landrat in Hamm, MdHdA
- Kurt Detloff von Schwerin (1853–1908), Landrat, Polizeipräsident, Regierungspräsident
- Richard Steifensand (1853–1907), Polizeipräsident in Charlottenburg
- Oskar von Seydewitz (1836–1902), Rittergutsbesitzer, Landrat in Bitterfeld
- Walter The Losen (1880–1919), Landrat in Eupen und Mayen
- Justus Theodor Valentiner (1869–1952), Landrat in Schlüchtern und Burgdorf, Kurator der Universität Göttingen, Ministerialdirektor im preußischen Wissenschaftsministerium, stellvertretender Bevollmächtigter Preußens zum Reichsrat
- Karl Heinrich Wäntig (1843–1917), sächsischer Ministerialbeamter und Politiker
- Ludwig Wachler (1835–1908), Mitglied der ersten Kommission zur Reform der Strafprozessordnung in Preußen
- Georg Heinrich Wahle (1854–1934), Bergrechtler
- Ernst Wegner (1868–1926), Landrat in Kehdingen und Halberstadt
- Carl von Weiler (1879–1922), Landrat im Ederkreis
- Ernst von Werthern (1841–1916), Rittergutsbesitzer, Landrat in Lippstadt
- Erwin Wilkins (1868–1940), Rittergutsbesitzer, Landrat in Spremberg
- Paul Winckler († 1930), Rittergutsbesitzer, Landrat in Zeitz
- Max Wittmer (1881–1933), Landrat im Kreis der Twiste
- Hans Wolf (1850–1940), Präsident des Oberlandesgerichts Braunschweig
- Hans Wolff († 1918), Landrat in Sankt Goarshausen

#### Künstler, Schriftsteller und Mäzene
- Arthur Baessler (1857–1907), Forschungsreisender, Mäzen des Völkerkundemuseums in Berlin
- Wilhelm Clemens (1847–1934), Maler, Kunstsammler und Mäzen
- Oskar Göschen (1824–1900), Heraldiker
- Wilhelm Joest (1852–1897), Weltreisender
- Richard von Kaufmann (1849–1908), Nationalökonom, Kunstsammler und Mäzen
- Hermann Kestner (1810–1890), Ehrenbürger der Stadt Hannover
- Ignaz von Olfers (1793–1872), Generaldirektor der Königlichen Museen zu Berlin
- Paul Pogge (1838–1884), Afrikareisender
- Gustav Gans zu Putlitz (1821–1890), Gutsbesitzer, Schriftsteller, Theaterintendant und Politiker
- Erich von Rath (1881–1948), Bibliothekar, Inkunabelforscher
- Wilhelm Uhde (Kunsthändler) (1874–1947), Autor und Galerist, gilt als Entdecker von Henri Rousseau
- Ulrich Thieme (1865–1922), Kunsthistoriker
- Gisbert von Vincke (1813–1892), Dichterjurist und Shakespeare-Forscher
- Friedrich von Weech (1837–1905), Historiker und Archivar, Direktor des Badischen Generallandesarchivs

#### Parlamentarier und Minister

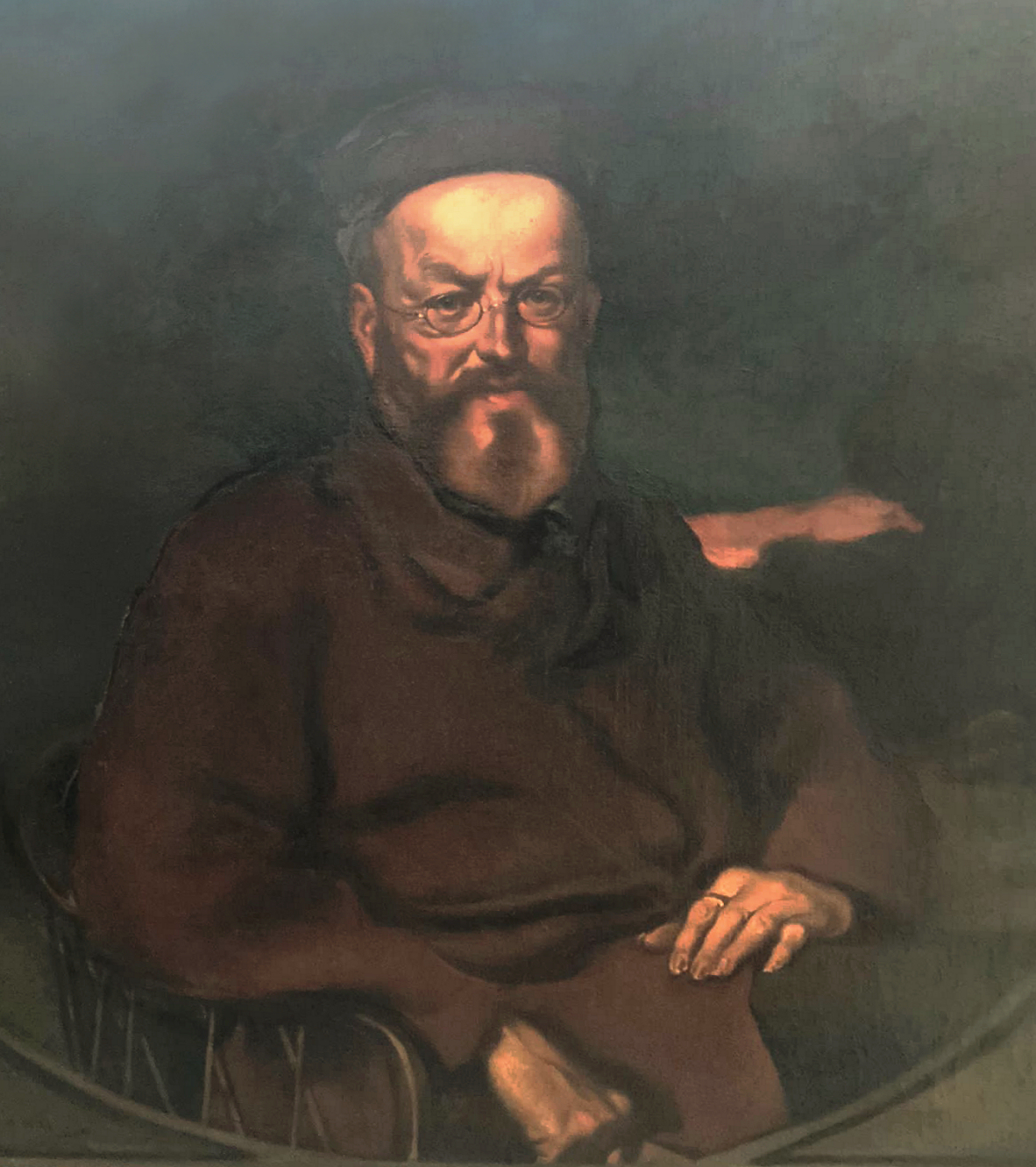
Franz Schenk von Stauffenberg

- Friedrich Ferdinand von Ammon (1794–1874), Senatspräsident am Appellationsgerichtshof Köln, Präsident der Eisenbahndirektion Köln, Reichskommissar, Mitglied der Ersten Kammer des Preußischen Landtags, MdHdA
- Matthias Aulike (1807–1865), Mitglied der Frankfurter Nationalversammlung
- Joseph Maria Baernreither (1845–1925), österreichischer Politiker
- Eduard von Baudissin (1823–1883), MdR
- Nikolaus von Baudissin (1838–1917), MdHdA
- August Beckmann (1852–1914), Landrat in Usingen, MdHdA
- Karl Emil Gustav von Below (1821–1871), Rittergutsbesitzer, MdHdA
- Albert Berndt (1820–1879), Kreisgerichtsdirektor, MdHdA
- Bernhard Bessel (1814–1868), Landrat in Wiedenbrück, Mitglied des Konstituierenden Reichstags des Norddeutschen Bundes
- Julius Hans von Bodenhausen (1840–1915), Politiker, MdR
- Gisbert von Bonin (1841–1913), Staatsminister von Sachsen-Coburg und Gotha, MdHdA
- Friedrich Borchard (1804–1857), Advokatanwalt, Mitglied der Preußischen Nationalversammlung und der Zweiten Kammer des Preußischen Landtags
- Georg von Borries senior (1811–1870), Rittergutsbesitzer, Abgeordneter, Landrat in Herford
- Otto von Recum (1821–1885), Mitglied des Provinziallandtags der Rheinprovinz
- Ludwig von Bredow (1825–1877), MdR
- Konrad von Brockdorff-Ahlefeldt (1823–1909), MdHH
- Alfred de Chapeaurouge (1907–1993), Diplomat und Hamburger Politiker
- Friedrich von der Decken (1802–1881), Großgrundbesitzer, Minister im Königreich Hannover
- Richard Friedrich zu Dohna-Schlobitten, Mitglied des Erfurter Unionsparlaments, MdHdA, MdHH
- August Drechsler (1821–1897), Mitglied der Frankfurter Nationalversammlung
- Johann Albrecht Drost (1816–1884), Richter, Mitglied des Oldenburgischen Landtags
- Ulrich Dumrath (1851–1921), Landrat in Stade, Rittergutsbesitzer, Mitglied des Hannoverschen Provinziallandtags, MdHH
- Gustav Ebbinghaus (1864–1946), Landrat im Obertaunuskreis und in Düsseldorf, Kurator der Universität Bonn, MdHH
- Friedrich Ecker (1859–1924), Landrat in Winsen, MdHdA
- Hans von Eynern (1874–1957), Landrat in Essen, Mitglied des Preußischen Landtags
- Johann Finckh (1807–1867), Präsident des Oldenburgischen Landtags
- Hasso von Flemming (1838–1896), Rittergutsbesitzer, Erblandmarschall von Hinterpommern, MdHdA
- Wilhelm Frank von Fürstenwerth (1825–1909), Oberamtmann des Landkreises Hechingen, Oberverwaltungsgerichtsrat am Preußischen Oberverwaltungsgericht, MdHdA
- Otto Francke (1823–1886), Verwaltungsjurist, Heimatforscher und Oberbürgermeister Stralsunds, MdHH
- Franz Ferdinand Gellern (1800–1879), Jurist, Mitglied der Preußischen Nationalversammlung, MdHdA
- Friedrich Genzken (1817–1875), Mitglied der Frankfurter Nationalversammlung
- Hugo von Graevenitz (1822–1911), preußischer Rittergutsbesitzer, Beamter und Politiker
- August Gerhard Ferdinand Gropp (1805–1887), Bürgermeister von Aurich, Mitglied der Zweiten Kammer der Hannoverschen Ständeversammlung
- Gerhard Groskopff (1803–1876), Oberjustizrat, Mitglied des Oldenburgischen Landtags
- Ludwig Groß (1825–1894), Arzt, MdR
- Ignatz von Gruben († 1874), Richter, MdHdA
- Alexander von Grunelius (1869–1938), Landrat in Hersfeld, Mitglied des Provinziallandtags der Provinz Hessen-Nassau, Bankier
- Wilhelm Haarmann (1845–1924), Erster Staatsanwalt in Dortmund, Mitglied des Provinziallandtags von Westfalen, MdHdA
- Johann Gustav Heckscher (1797–1865), Mitglied der Frankfurter Nationalversammlung
- Friedrich Hegenscheidt (1870–1954), Landrat in Hoyerswerda, MdR
- Emil von Heimburg (1806–1881), Oberamtmann in Jever, Mitglied des Oldenburgischen Landtags
- Conrad von Holstein (1825–1897), Rittergutsbesitzer, Direktor des Wagrischen Landwirtschaftlichen Vereins, Administrator der Hessensteinschen Fideikommissgüter, Mitglied der Provinziallandtages von Schleswig-Holstein, MdR
- Ferdinand von Hompesch-Bollheim (1824–1913), bayerischer Diplomat, MdR
- Karl Keller (1798–1873), evangelischer Pfarrer, Superintendent, MdHdA
- Carl Kiehn (1833–1894), Rittergutsbesitzer, MdHdA
- Georg Kieselbach, Rechtsanwalt, MdHdA
- Constantin Kindt (1822–1890), Obergerichtsrat, Mitglied des Oldenburgischen Landtags
- Emerich Karl Knebel (1839–1898), Landrat in Zell und Merzig, Kreisdirektor des Kreises Saarburg, Mitglied des Rheinischen Provinziallandtags, MdHdA
- Eduard Knoll (1817–1882), Justizrat, Landrat im Fürstentum Reuß älterer Linie, Mitglied des Greizer Landtags
- Edmund von Lattorff (1823–1900), Landrat in Salzwedel, MdHdA
- Julius von Lautz (1903–1980), Innen- und Justizminister des Saarlandes, Präsident des Saarländischen Landtags
- Joseph Lohmann (1799–1858), Kreisgerichtsdirektor, MdHdA
- Hans von der Malsburg (1831–1908), Vizemarschall der Althessischen Ritterschaft, Mitglied des Provinziallandtags, MdHH
- Aimé von Mesmer-Saldern (1815–1889), schleswig-holsteinischer Gutsbesitzer, dänischer Hofbeamter und Deputierter der Holsteinischen Ständeversammlung
- Hermann von Mittnacht (1825–1909), Richter und Politiker, erster Ministerpräsident des Königreichs Württemberg
- Karl von Moltke (1798–1866), Schleswig-Holsteinischer Politiker
- Hermann Ottens (1825–1895), Landwirt, Mitglied der Holsteinischen Ständeversammlung, MdHdA
- Rudolf Pannier (1821–1897), MdR im Norddeutschen Bund
- Lambert Pancratz (1800–1871), Präsident des Oldenburgischen Landtags
- Friedrich Pfeiffer (1815–1879), Obergerichtsrat in Fulda, Bremer Bürgermeister und Senatspräsident, Mitglied der Kurhessischen Ständeversammlung, des Erfurter Unionsparlaments und der Bremischen Bürgerschaft
- Ludwig Emil Puttrich (1824–1908), Arbeiteranwalt, Sozialdemokrat, Mitglied der Zweiten Kammer des Sächsischen Landtags
- Christian zu Rantzau (1858–1939), Landrat, Generallandschaftsdirektor von Schleswig-Holstein, Rittergutsbesitzer, Mitglied des Preußischen Staatsrates, Kammerherr, MdHH
- Otto zu Rantzau (1835–1910), badischer Kammerherr und Legationsrat, Rittergutsbesitzer, MdHdA
- Julius von Rother (1834–1899), Rittergutsbesitzer, Landrat in Lüben, MdHdA
- August Rühl (1815–1850), kurhessischer Politiker, Unternehmer und Mitglied der Frankfurter Nationalversammlung
- Carl Gabriel von Scheel-Plessen (1845–1932), Rittergutsbesitzer, Kammerherr, MdHH
- Franz August Freiherr Schenk von Stauffenberg (1834–1901), Präsident der Bayerischen Abgeordnetenkammer, MdR
- Rudolph Schepler (1813–1889), Jurist, Mitglied des Reichstags des Norddeutschen Bundes
- Ernst von Schimmelmann (1820–1885), Rittergutsbesitzer, MdHH
- Arwed Schlabitz (1841–1905), Landwirt, Stadtrat in Görlitz, MdHdA
- Theodor Schmieding (1843–1918), Landgerichtsrat, MdHdA, MdHH
- Wilhelm Schmieding (1879–1929), Staatspräsident Waldeck
- Wilhelm von Schöning (1824–1902), Gutsbesitzer, Landrat und Politiker
- Ludwig von Schöning-Megow (1822–1882), Rittmeister, Fideikommissbesitzer, MdHdA
- Florens Bernhard von der Schulenburg (1826–1900), Rittergutsbesitzer, Kammerherr, MdHdA
- Günther von der Schulenburg (1819–1895), Rittergutsbesitzer, MdHdA, MdHH
- Heinrich Schulenburg (1811–1859), Bürgermeister von Soest, MdHdA
- Carl-Gisbert Schultze-Schlutius (1903–1969), Senator in Hamburg
- Wilhelm Selkmann (1818–1913), Oldenburgischer Staatsrat, Mitglied des Oldenburgischen Landtags und des Erfurter Unionsparlaments, Bevollmächtigter zum Bundesrat
- Martin Söhle (1832–1904), Notar, Bankier, Mitglied der Hamburgischen Bürgerschaft
- Albert Sprengel (1811–1854), Mitglied der Frankfurter Nationalversammlung
- Hermann Steche (1813–1884), Geheimer Oberregierungsrat, Mitglied des Oldenburgischen Landtags
- Kurt von Tempelhoff (1863–1935), Rittergutsbesitzer, MdHdA
- Hans von Trebra-Lindenau (1842–1914), Fideikommissherr, Mitglied der Zweiten Kammer des Sächsischen Landtags
- August von Trott zu Solz (1855–1938), Preußischer Kultusminister, Oberpräsident, Mitbegründer der Kaiser-Wilhelm-Gesellschaft, Kommendator des Johanniterordens
- Johann von Stietencron (1811–1873), Fürstlich Lippischer Kammerherr, Mitglied des Lippischen Landtages und Präsident der Lippischen Ritterschaft
- Ernst Wibel (1802–1863), Obergerichtsanwalt, Mitglied des Oldenburgischen Landtags
- Georg Wilhelm Wiesand (1835–1893), preußischer Landrat und Rittergutsbesitzer, MdHdA
- Moritz Wiggers (1816–1894), mecklenburgischer Politiker
- Kurt Wittmer-Eigenbrodt (1889–1975), Agrarpolitiker, MdB
- Eugen Wolff-Gorki (1859–1926), Landrat in Mogilno, Rittergutsbesitzer, Mitglied des Direktoriums der Preußenkasse, MdHdA
- Friedrich Hermann Wolfhagen (1818–1894), dänischer Minister für das Herzogtum Schleswig
- Lothar von Wurmb (1824–1890), MdHdA, MdHH, MdR
- Nicolaus Zumloh (1804–1873), Kaufmann, MdHdA

#### Mediziner
- Theodor Schuster (1808–1872), Jurist, Revolutionär und Arzt
- Johann Adä (1814–1899), Mediziner, MdR
- Adolf Friedrich Störzel (1815–1889), mecklenburgischer Generalarzt
- Wilhelm Pfannenstiel (1890–1982), Hygieniker, Hochschullehrer und SS-Standartenführer

#### Sonstige
- Carl Julius Adolph Kuhlmay (1830–1868), Advokat und einer der Initiatoren des organisierten Seenotrettungswesens in Deutschland